# Avenue Raymond-Poincaré (Paris)
Pour les articles homonymes, voir Avenue Raymond-Poincaré.
L'avenue Raymond-Poincaré est une voie du 16e arrondissement de Paris, en France.

## Situation et accès
L'avenue Raymond-Poincaré est une voie publique située dans le 16e arrondissement de Paris. Elle débute place du Trocadéro-et-du-11-Novembre et se termine au 39, avenue Foch.
Cette voie est longue de 950 mètres et large de 23,50 mètres.

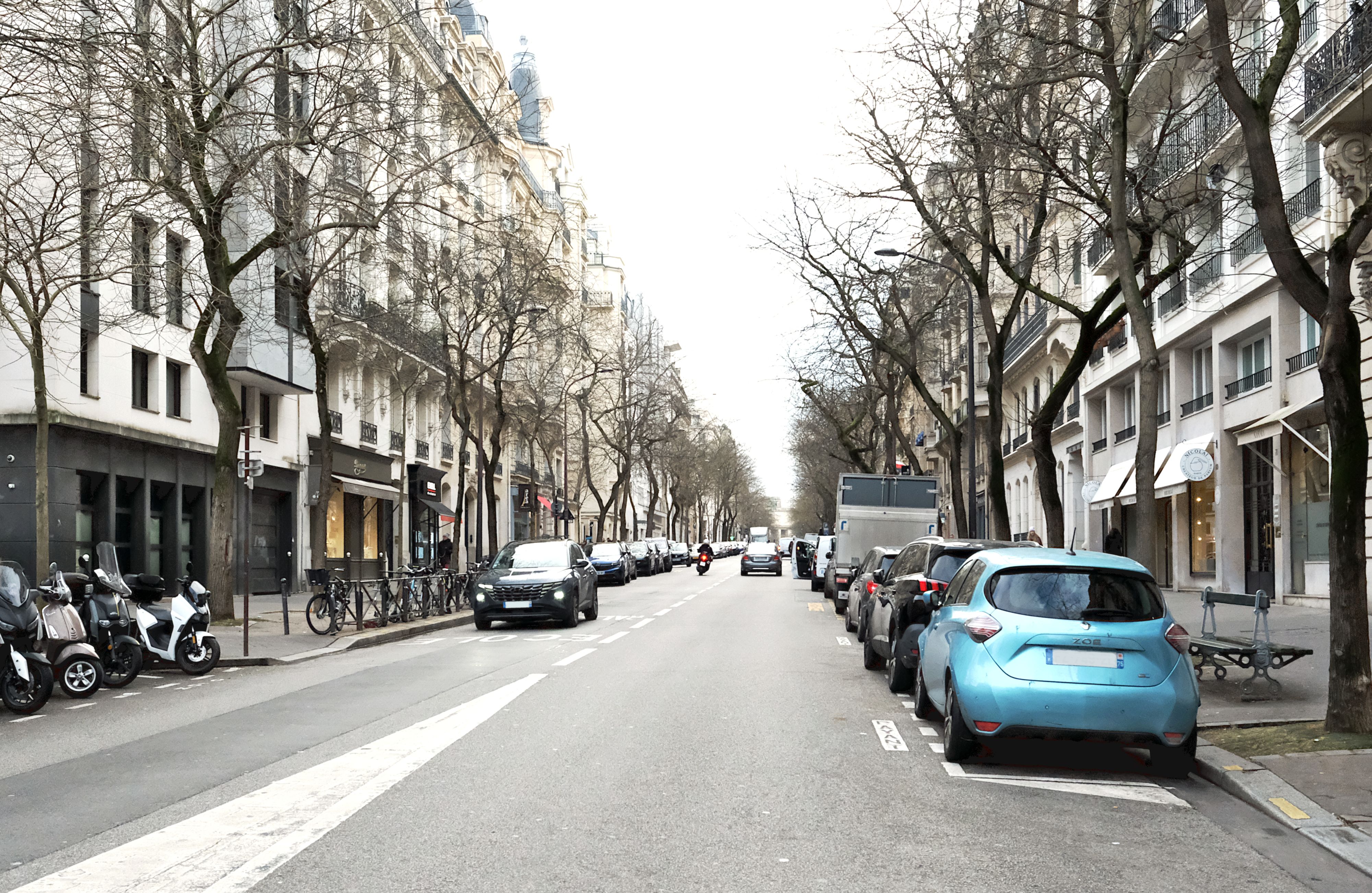
L'avenue vue vers la place du Trocadéro.
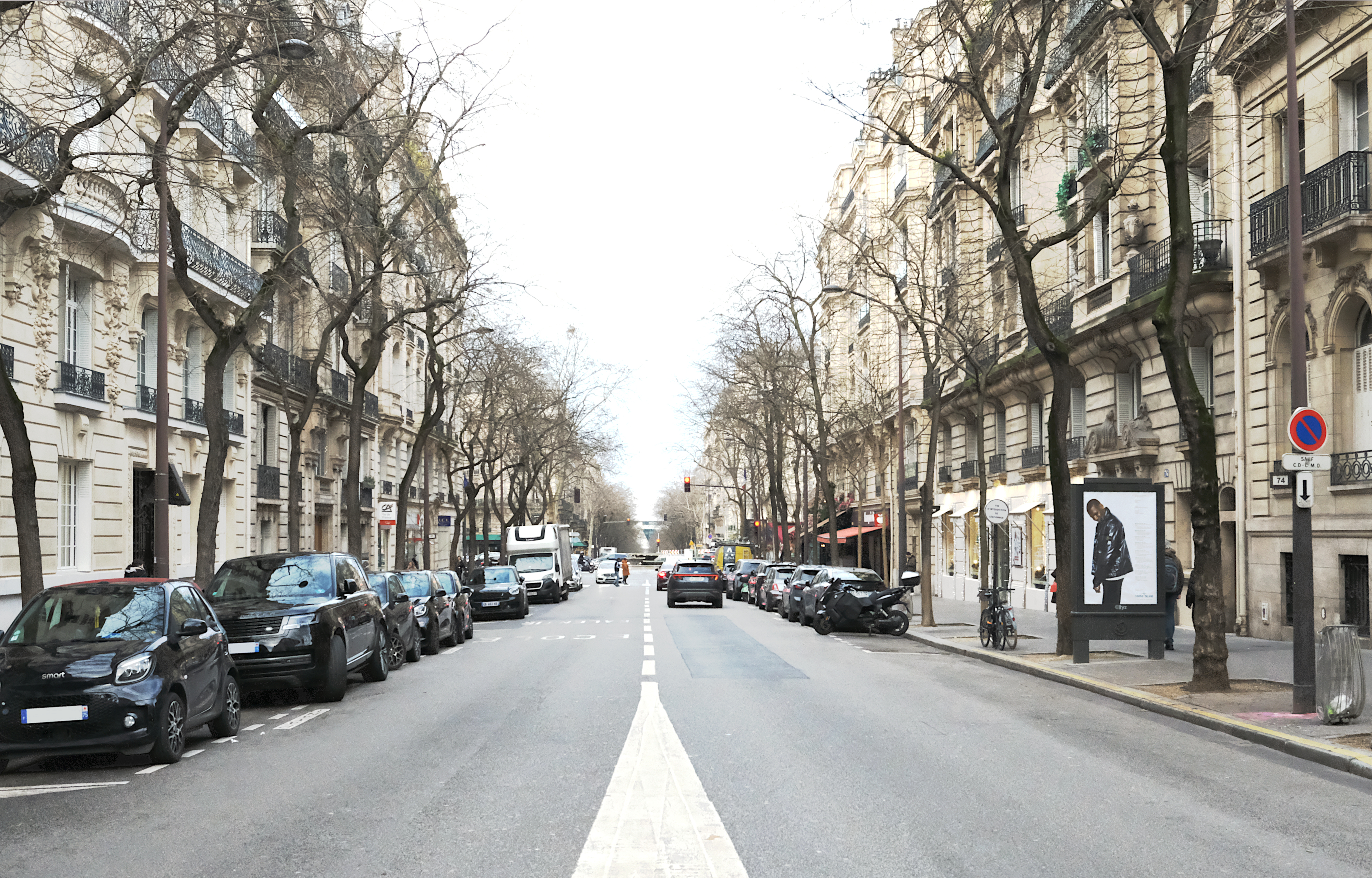
L'avenue vue vers la place Victor-Hugo.

Elle est desservie par la ligne 2 à la station de métro  Victor Hugo et par les lignes 6 et 9 à la station  Trocadéro.

## Origine du nom

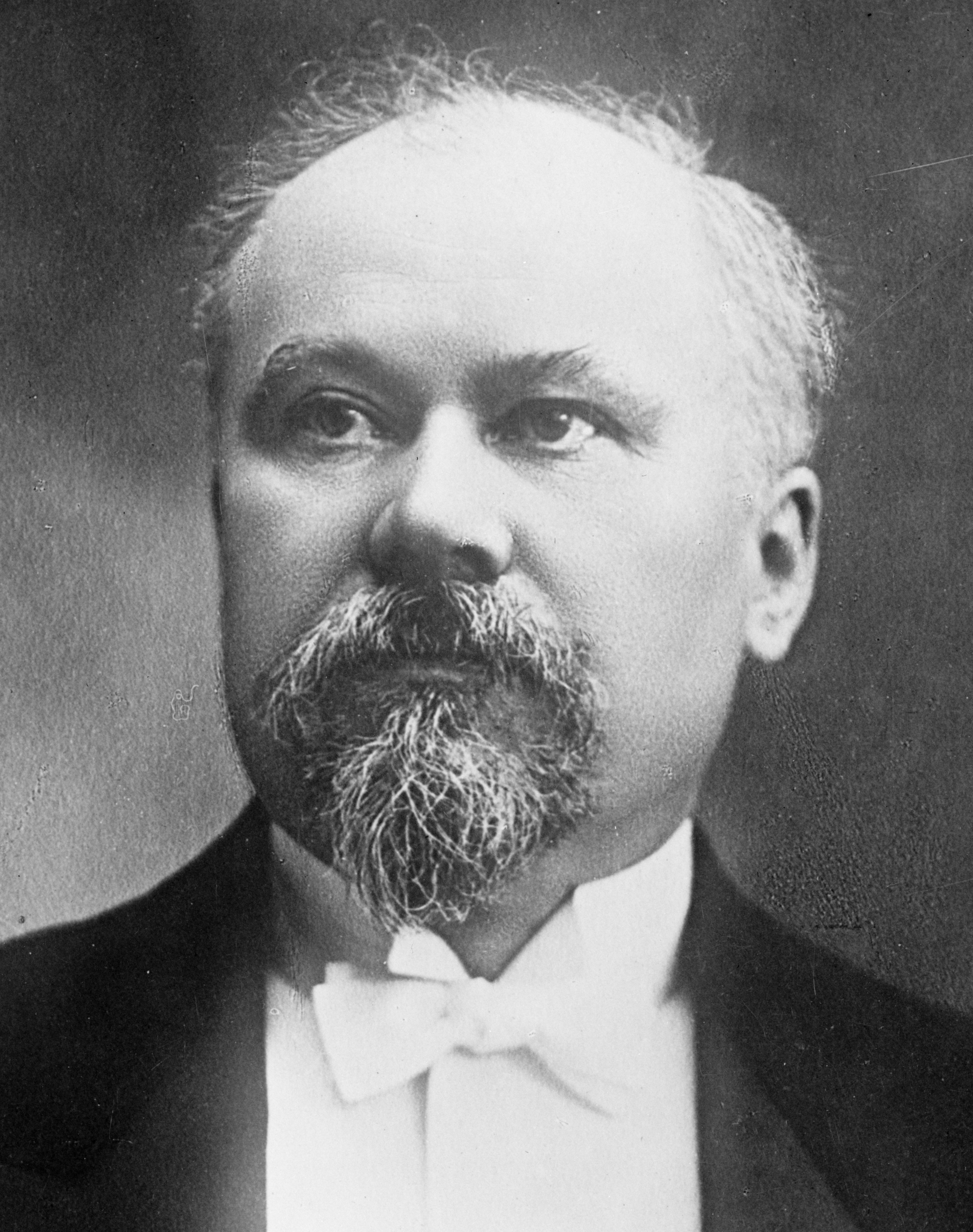
Raymond Poincaré.

Elle doit son nom à Raymond Poincaré (1860-1934), ancien président de la République française.

## Historique
Cette voie est tracée en 1826 dans la commune de Passy par la « Société des terrains de la plaine de Passy », qui lotit le territoire rural situé entre l'avenue de Neuilly (actuelle avenue de la Grande-Armée) au nord, la rue de Longchamp au sud, l'ancienne faisanderie du parc de la Muette à l'ouest (actuellement rue Spontini et rue Pergolèse à l'ouest) et le mur des Fermiers généraux limitant la ville de Paris (emplacement de l'actuelle avenue Kléber).
L'avenue, qui comprenait à l'origine l'actuelle avenue de Malakoff, est une ligne droite entre la barrière Sainte-Marie de ce mur d'octroi, à l'emplacement de l'actuelle place du Trocadéro, et un point situé sur l'avenue de Neuilly 200 mètres à l'est de la porte Maillot, entre le mur de clôture de la faisanderie et un bâtiment au bord de cette avenue.
Cette avenue, et son prolongement par l'avenue de Malakoff est, avec l'actuelle avenue Victor-Hugo, l'un des deux axes principaux tracés par cette société, se croisant sur une place centrale, l'actuelle place Victor-Hugo.
En 1839, l'avenue fait partie de la route départementale 9 puis est renommée « avenue Saint-Denis ».
L'avenue, comme l'ensemble du quartier de la plaine de Passy, ne fut construite sur ses abords pour l'essentiel qu'à partir des années 1850, à la suite de l'ouverture en 1854 de l'avenue de l'Impératrice, actuelle avenue Foch, et de la ligne d'Auteuil avec la station de la Porte Dauphine, ce qu'attestent les plans du milieu du siècle figurant un espace bâti limité à la partie sud-est de l'avenue.

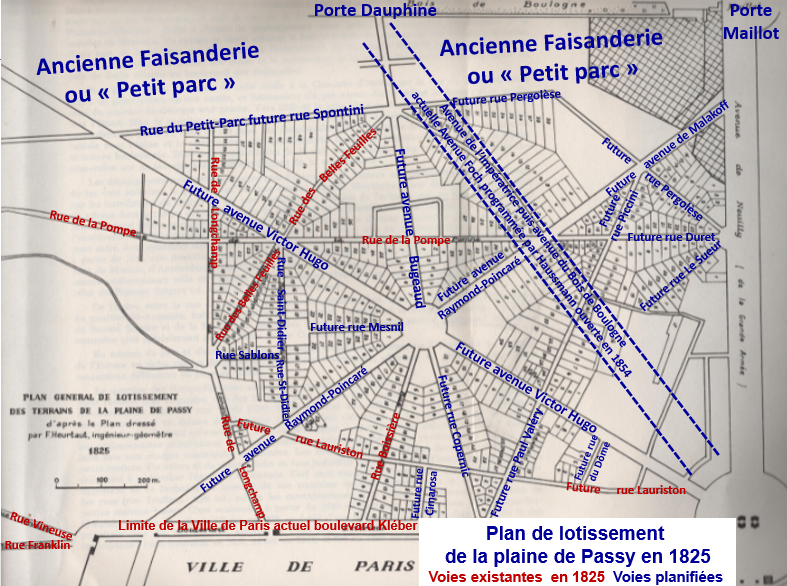
Plan de lotissement de la plaine de Passy de 1825.
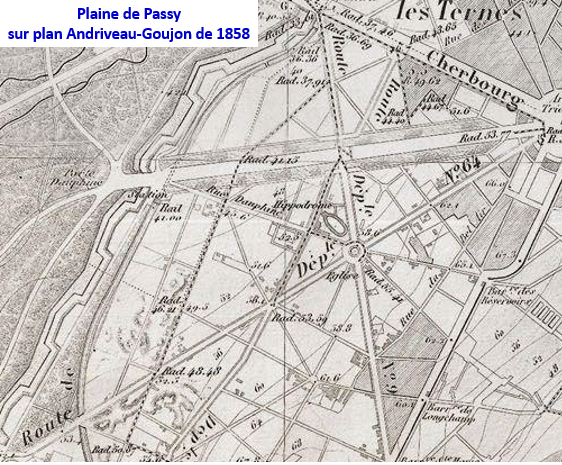
Plaine de Passy en 1858.

Classée dans la voirie parisienne en vertu du décret du 23 mai 1863, elle est nommée « avenue de Malakoff », d'après la bataille du même nom, par un décret du 24 août 1864, avant que son tronçon sud ne prenne par un arrêté du 27 juillet 1936 son nom actuel.

## Bâtiments remarquables et lieux de mémoire
- No 13 : ambassade d'Ouganda en France.
- No 27 : l'ancien président du Sénat Gaston Monnerville a vécu et est mort dans cet immeuble en 1991. Une plaque commémorative lui rend hommage.
- No 32 : villa Malakoff, voie en impasse.
- No 48 : bureau parisien de la Banque des États de l'Afrique centrale.
- No 51 : immeuble de 1900 (architecte Charles Lefebvre).
- No 56 : dans la septième édition de son Dictionnaire historique des rues de Paris (1963), l'historien de Paris Jacques Hillairet mentionne que les Sœurs du Saint Sacrement de Valence y sont installées[1].
- No 58 : avenue Saint-Honoré-d'Eylau, voie en impasse.
- No 59 : hôtel Pauilhac. Immeuble de style néogothique construit par l'architecte Charles Letrosne en 1910-1911[2]. A remplacé l'immeuble où s'était installé pour ses expériences Alfred Nobel de 1873 à 1891.

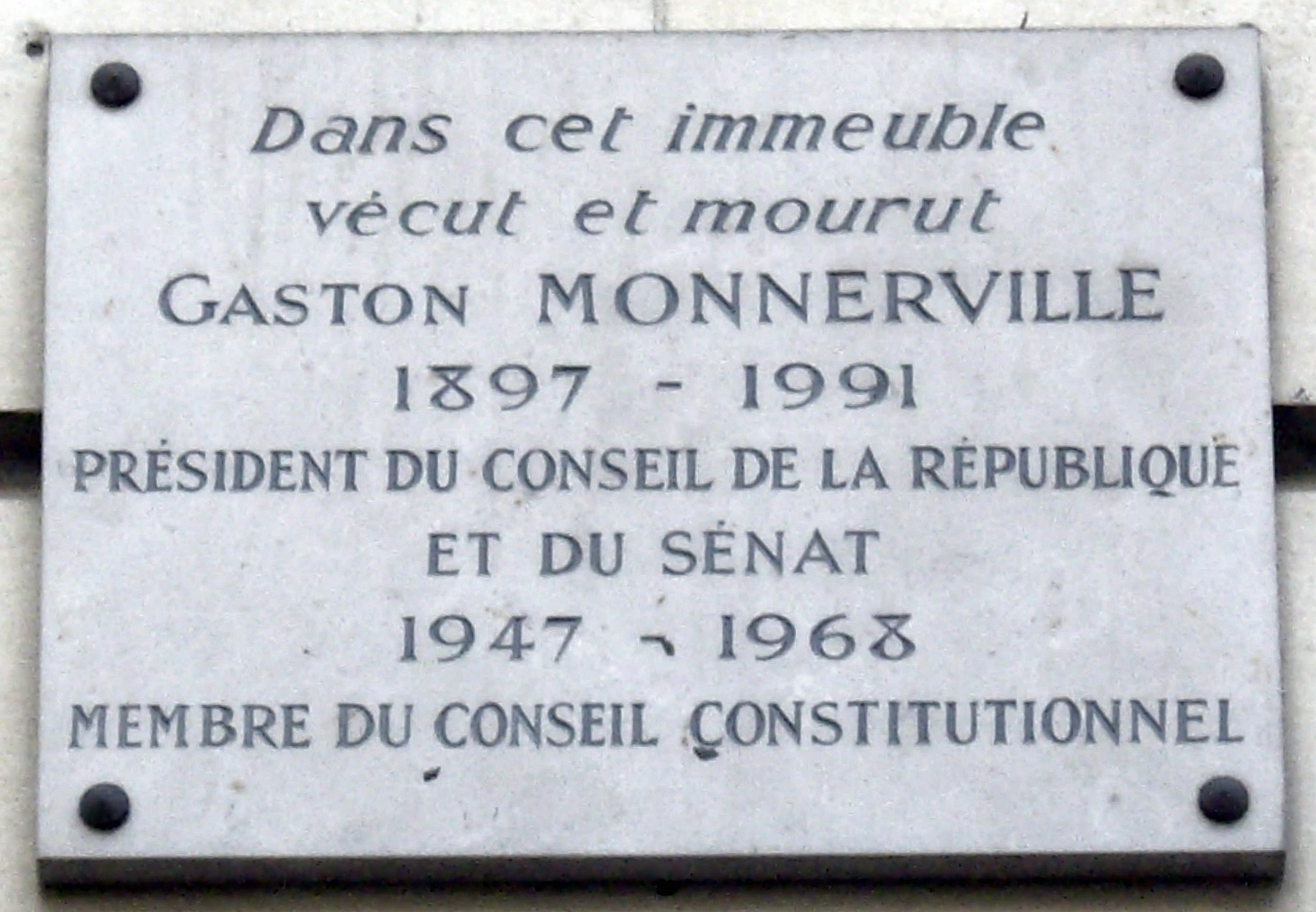
Plaque en mémoire de Gaston Monnerville au no 27.
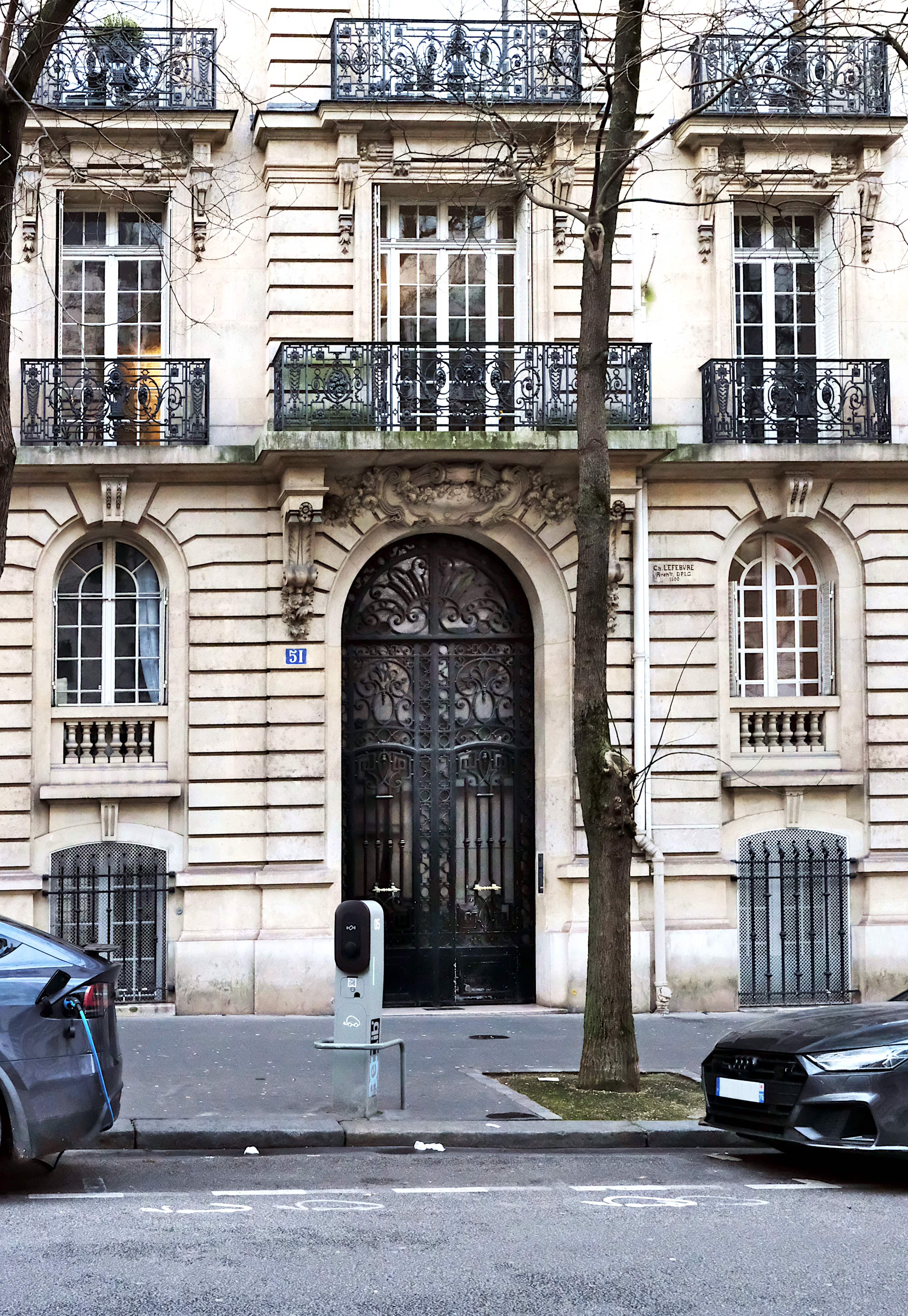
Entrée du no 51 : immeuble de 1900 (architecte Charles Lefebvre).
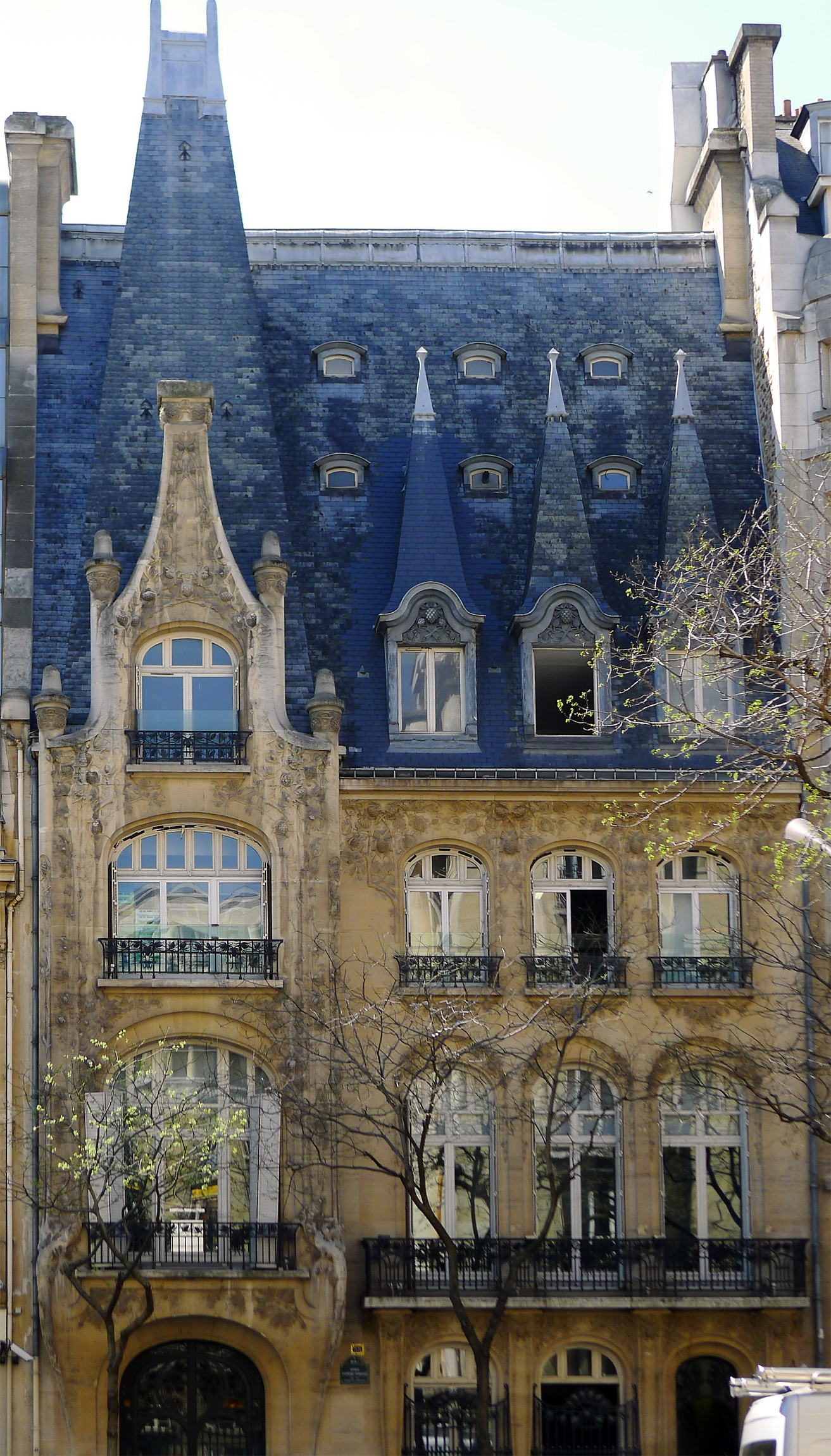
Hôtel Pauilhac : immeuble néogothique du no 59.

- Nos 61-63 : immeuble de style Art déco (1928).
- No 62 : immeuble habité au premier étage par Jean Cocteau et sa mère.
- No 67 : l'entrée de l'immeuble est une double porte de bois avec vitraux intégrés et au-dessus.
- No 66 : école-collège privés Saint-Honoré d'Eylau. L'établissement est fondé en 1862 au 54 rue Boissière, les garçons étant encadrés par les Frères des écoles chrétiennes et les filles par les religieuses de la Sagesse. En 1879, les frères sont forcés de déménager 57 rue Boissière et 58 avenue Raymond-Poincaré (alors avenue Malakoff). L'école compte 469 élèves en 1895. L'année suivante est construite la nouvelle église Saint-Honoré-d'Eylau au 66 avenue Raymond-Poincaré, à côté de laquelle sont installés les élèves de primaire et les cours professionnel de jeunes filles. En 1942, l'établissement devient « cours secondaire ». En 1957, les Sœurs du Saint-Sacrement reprennent sa direction, dont les précédentes religieuses avaient été chassées en 1908 au profit d'une laïque (contexte anticlérical). En 1962, il y a 350 élèves. La mixité est instaurée en 1973[3].
- No 66 bis : église Saint-Honoré-d'Eylau[1].
- No 67 : immeuble construit par l'architecte Charles Plumet en 1895.
- No 74 : ambassade du Laos en France.
- Nos 77 et 79 : immeubles de l'architecte Charles Lefebvre.
- No 81 : l'ingénieur Ambroise Goupy, inventeur du premier avion triplan à moteur, a habité ici.
- No 85 : immeuble de 1896 (architecte S. Mayer).
- No 88 : propriété de la SCI MNM fondée en 2009 et gérée par Moncef Mzabi et son épouse, qui sont des proches de l'ancien président tunisien Zine el-Abidine Ben Ali[4].
- No 98 : à cet emplacement se trouvait autrefois l'hôtel Desmarais, où s'installe en 1949 l'École de Haut enseignement commercial pour les jeunes filles (HECJF)[5],[1]. Il s'agit de nos jours d'un immeuble résidentiel.
- No 102 : ambassade de Côte d'Ivoire en France.
- No 104 : ambassade de Géorgie en France (1993-2019).
- Nos 101-105 :
  - à ce niveau se trouvait autrefois l'hôtel particulier du docteur américain Thomas W. Evans, donnant également 41 avenue Foch. Il est démoli en 1907 et la rue de Malakoff (renommée en 1938 rue de Lasteyrie) est ouverte sur la parcelle en 1908[1],[6],[7].
  - Au no 105, l'immeuble est construit dès 1907[8].
- No 110 : à cet emplacement se trouvait autrefois l'hôtel de Salignac-Fénelon[1]. Il s'agit de nos jours d'un immeuble résidentiel.
- Lors de l'affaire de l'enlèvement d'Éric Peugeot en 1960, l'enfant est libéré au coin de la rue Lauriston et de l'avenue Raymond-Poincaré[9].

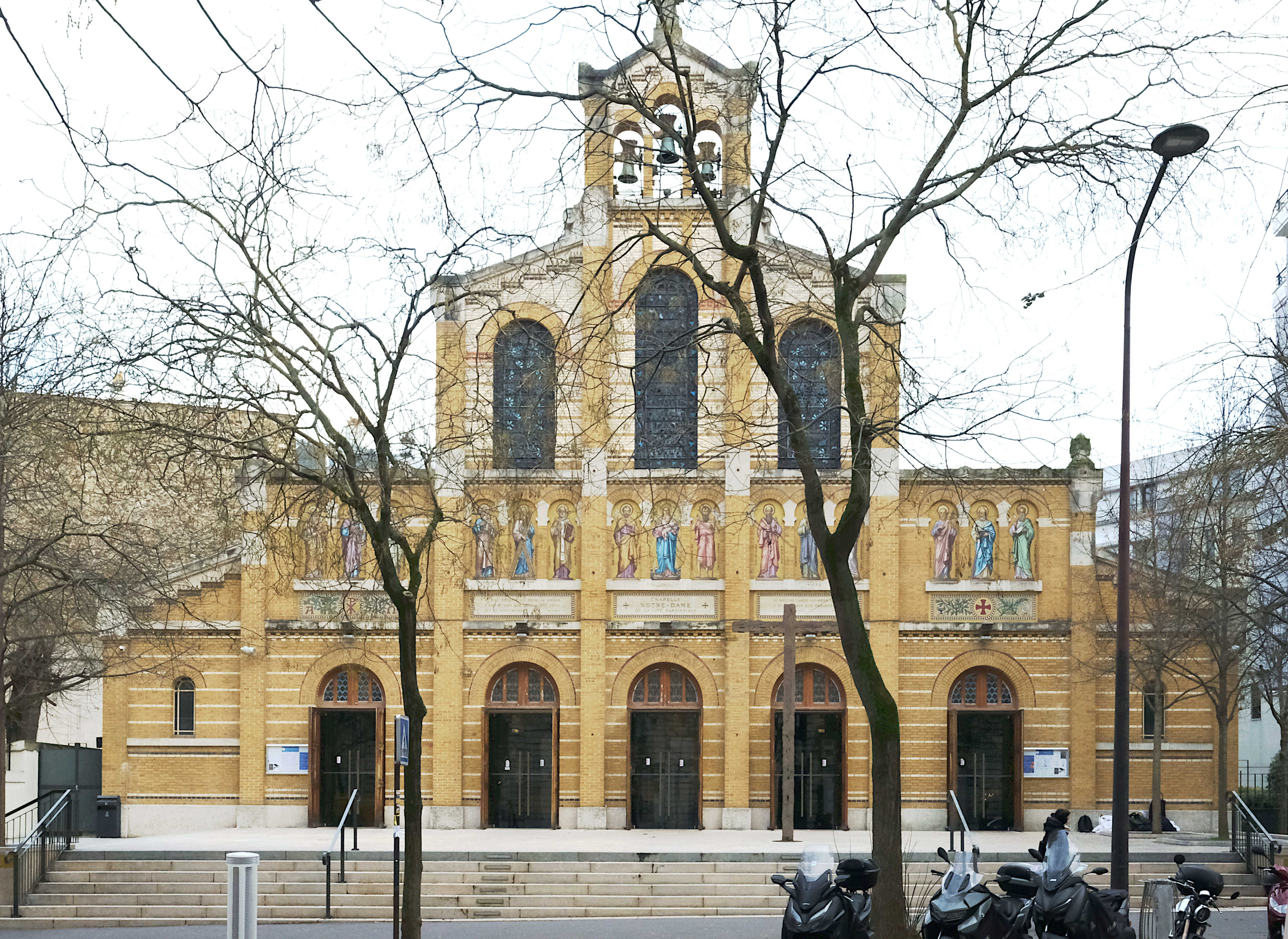
Église nouvelle Saint-Honoré-d'Eylau, au no 66 bis.
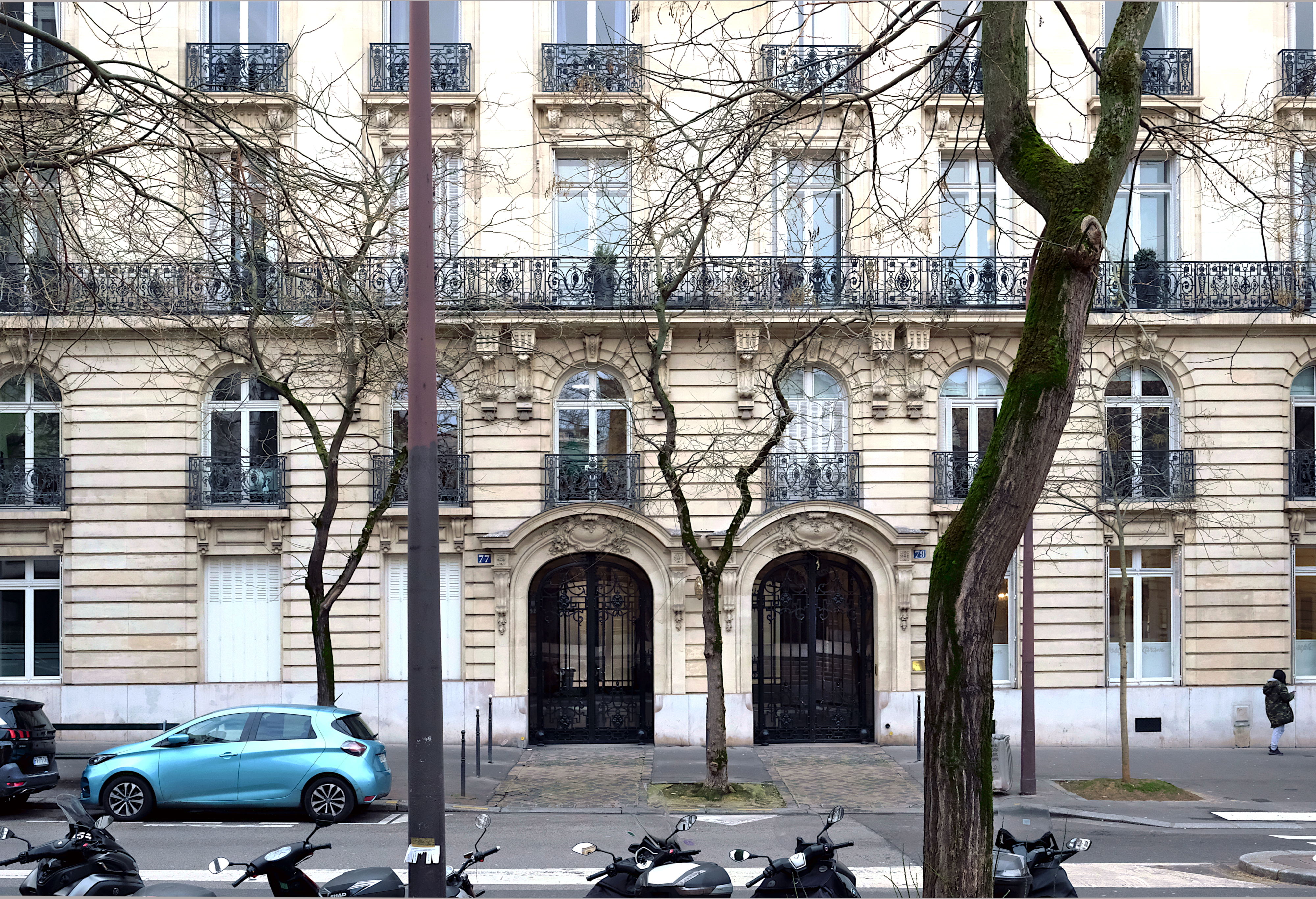
nos 77 et 79.
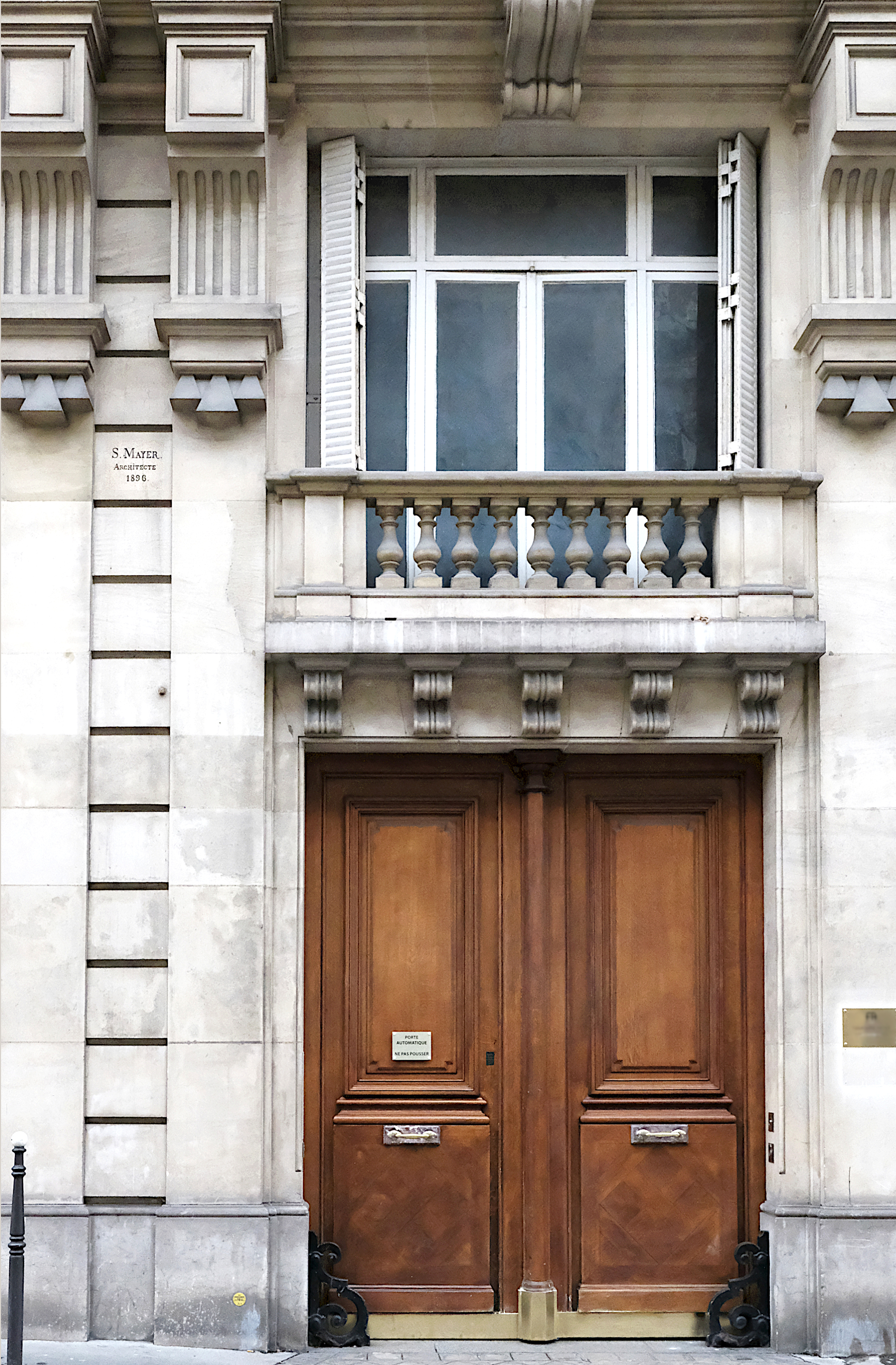
Entrée du no 85 (architecte S. Mayer).